# Dennis Olsen
Dennis Olsen, född 14 april 1996 i Vålers kommun i Østfold fylke, är en norsk racerförare.